# Micrathena forcipata
Micrathena forcipata är en spindelart som först beskrevs av Tord Tamerlan Teodor Thorell 1859.  Micrathena forcipata ingår i släktet Micrathena och familjen hjulspindlar. Utöver nominatformen finns också underarten M. f. argentata.